# لوسيان ريباتيه
لوسيان ريباتيه (بالفرنسية: Lucien Rebatet)‏ (1903-1972) كان كاتباً وصحفياً ومفكراً فرنسياً. عرف بكونه مناصراً للفاشية، ومعادي للسامية، لكن رغم ذلك، يعتبر البعض روايته (الرايتان) إحدى أعظم روايات ما بعد الحرب العالمية.

## سيرته

### النشأة
ولد ريباتيه وتوفي في موراس- أون- فالوار، في دروم. درس في لوار، ثم في السوربون. بدأ مسيرته ككاتب في سنة 1929 كناقد موسيقي وسينمائي. ثم صار في عام 1932 مساهماً في جريدة جناح اليمين (أنا في كل مكان Je suis partou).
حتى قبل اندلاع الحرب بين فرنسا وألمانيا النازية كان ريباتيه يصرح بمناصرته للأفكار النازية خصوصاً في مقالاته في جريدة (أنا في كل مكان) حيث اتهم اليهود بالتسبب بحرب لإسقاط نظام أدولف هتلر.
بدأ خدمته العسكرية الإجبارية في الجيش الفرنسي سنة 1940.
هرب من فرنسا سنة 1944 إلى ألمانيا كلاجئ سياسي وأكمل هناك رواية (الرايتان) التي نشرتها (غاليمار) سنة 1952.
رحل إلى فرنسا سنة 1946 وحكم بالإعدام، ثم قلل الحكم إلى السجن مدى الحياة مع الأعمال الشاقة. ثم أطلق سراحه عام 1952 ورجع للصحافة سنة 1953 ونشر رواية (البذور الناضجة) سنة 1954 لدى غاليمار أيضاً.